# Santiago Pericot i Canaleta
Santiago Pericot i Canaleta (el Masnou, Maresme, 22 d'octubre de 1929 - Badalona, 9 d'agost de 2018) fou un pintor, gravador i escenògraf català. Signava les seves obres com a Iago Pericot. Era germà de l'artista Jordi Pericot i Canaleta i fill de Maria Canaleta i Abellà.
Mestre per l'Escola Normal de Barcelona i llicenciat en psicologia per la Universitat de Barcelona. El 1968 marxà a Londres gràcies a una beca per estudiar gravat a la Slade School of Fine Arts. Allà inicià una tècnica bidimensional en el gravat, premiada a Anglaterra i a la Fira del Gravat de Ljubljana (Iugoslàvia). Va exposar a les biennals internacionals de Tòquio, São Paulo i Venècia. També va treballar en el camp de l'escenografia. Va ser nomenat professor d'espai escènic a l'Institut del Teatre de Barcelona l'any 1971. De 1983 a 1992 fou director del departament d'espai escènic del dit Institut. L'any 1975 fundà, juntament amb Sergi Mateu i Vives, el Teatre Metropolità de Barcelona. El 1990 fou nomenat professor de projectes de fi de carrera a l'Escola Tècnica Superior d'Arquitectura de Barcelona.
Entre els muntatges teatrals que va realitzar sobresurten Rebel delirium (1977), Simfònic King Crimson (1980), Bent (1982), La bella i la bèstia (1984), Mozartnu (1986, del qual feu una nova versió el 2008), El banquet (1990), Uno es el Cubo (1995), Una furtiva òpera (1997), El joc de l'engany (2002), Il mondo della luna (2004). El 1990 rebé el Premi Nacional d'Arts Escèniques.
El juliol de 2018, l'Ajuntament del Masnou va acordar atorgar-li la distinció de Fill Predilecte del Masnou. El lliurament va ser a títol pòstum al novembre.
El fons documental d'en Iago Pericot es troba a l'Arxiu Municipal del Masnou.